# Chris Kaman
Christopher Zane Kaman (ur. 28 kwietnia 1982 w Grand Rapids) – amerykański koszykarz niemieckiego pochodzenia, grający na pozycji środkowego.
Karierę rozpoczynał na uniwersytecie Central Michigan University, gdzie na ostatnim roku notował średnio 22,3 punktu, 12 zbiórki i 3,2 bloku na mecz. W 2003 roku został wybrany z 6 numerem draftu NBA przez Los Angeles Clippers. Przed draftem nabawił się małej kontuzji pleców, jednak szybko wrócił do gry. W 2006 podpisał kontrakt na 5 lat z Clippers wart ponad 50 milionów dolarów. Przed Igrzyskami Olimpijskimi w Pekinie otrzymał obywatelstwo niemieckie. W 2010 uczestniczył w meczu gwiazd NBA, a rok później był częścią wymiany Chrisa Paula do Clippers, przez co stał się zawodnikiem New Orleans Hornets. W lipcu 2012 roku trafił do Dallas Mavericks, a rok później do Los Angeles Lakers. 10 lipca 2014 podpisał kontrakt z Portland Trail Blazers.

## Osiągnięcia
Na podstawie, o ile nie zaznaczono inaczej.
NCAA
- Uczestnik II rundy turnieju NCAA (2003)
- Mistrz:
  - turnieju konferencji Mid-American (MAC 2003)
  - sezonu regularnego MAC (2001, 2003)
  - dywizji konferencji MAC (2001, 2003)
- Zawodnik roku konferencji MAC (2003)[6]
- Obrońca roku MAC (2003)
- MVP turnieju MAC (2003)
- Zaliczony do I składu:
  - MAC (2003)
  - turnieju MAC (2003)

NBA
- Uczestnik:
  - meczu gwiazd NBA (2010[a])
  - Rising Stars Challenge (2004)
- Zaliczony do I składu letniej ligi NBA (2005)
- 2-krotny zawodnik tygodnia NBA (9.11.2009, 11.01.2010)

Reprezentacja
- Uczestnik:
  - mistrzostw Europy (2011 – 9. miejsce)
  - igrzysk olimpijskich (2008 – 10. miejsce)
- Lider Eurobasketu w zbiórkach (2011)

## Statystyki
Na podstawie Basketball-Reference.com (ang.)

### Sezon regularny
| Sezon   | Drużyna       | M   | S5  | MPG  | FG%   | 3P%   | FT%   | RPG  | APG | SPG | BPG | PPG  |
| ------- | ------------- | --- | --- | ---- | ----- | ----- | ----- | ---- | --- | --- | --- | ---- |
| 2003/04 | L.A. Clippers | 82  | 61  | 22,5 | 46,0% | 0,0%  | 69,7% | 5,6  | 1,0 | 0,3 | 0,9 | 6,1  |
| 2004/05 | L.A. Clippers | 63  | 50  | 25,9 | 49,7% | 0,0%  | 66,1% | 6,7  | 1,2 | 0,4 | 1,1 | 9,1  |
| 2005/06 | L.A. Clippers | 78  | 78  | 32,8 | 52,3% | 0,0%  | 77,0% | 9,6  | 1,0 | 0,6 | 1,4 | 11,9 |
| 2006/07 | L.A. Clippers | 75  | 66  | 29,0 | 45,1% | 0,0%  | 74,1% | 7,8  | 1,1 | 0,5 | 1,5 | 10,1 |
| 2007/08 | L.A. Clippers | 56  | 55  | 37,2 | 48,3% | 0,0%  | 76,2% | 12,7 | 1,9 | 0,6 | 2,8 | 15,7 |
| 2008/09 | L.A. Clippers | 31  | 24  | 29,7 | 52,8% | –     | 68,0% | 8,0  | 1,5 | 0,5 | 1,5 | 12,0 |
| 2009/10 | L.A. Clippers | 76  | 76  | 34,3 | 49,0% | 0,0%  | 74,9% | 9,3  | 1,6 | 0,5 | 1,2 | 18,5 |
| 2010/11 | L.A. Clippers | 32  | 15  | 26,2 | 47,1% | –     | 75,4% | 7,0  | 1,4 | 0,5 | 1,5 | 12,4 |
| 2011/12 | New Orleans   | 47  | 33  | 29,2 | 44,6% | –     | 78,5% | 7,7  | 2,1 | 0,5 | 1,6 | 13,1 |
| 2012/13 | Dallas        | 66  | 52  | 20,7 | 50,7% | 0,0%  | 78,8% | 5,6  | 0,8 | 0,4 | 0,8 | 10,5 |
| 2013/14 | L.A. Lakers   | 39  | 13  | 18,9 | 50,9% | 0,0%  | 76,5% | 5,9  | 1,5 | 0,3 | 1,0 | 10,4 |
| 2014/15 | Portland      | 74  | 13  | 18,9 | 51,5% | –     | 70,6% | 6,5  | 0,9 | 0,2 | 0,7 | 8,6  |
| 2015/16 | Portland      | 16  | 2   | 7,0  | 46,5% | 25,0% | 100%  | 1,5  | 0,7 | 0,1 | 0,1 | 2,8  |
| Razem   |               | 735 | 538 | 26,7 | 48,9% | 4,2%  | 74,3% | 7,6  | 1,3 | 0,4 | 1,3 | 11,2 |

### Play-offy
| Sezon | Drużyna       | M  | S5 | MPG  | FG%   | 3P% | FT%   | RPG | APG | SPG | BPG | PPG  |
| ----- | ------------- | -- | -- | ---- | ----- | --- | ----- | --- | --- | --- | --- | ---- |
| 2006  | L.A. Clippers | 11 | 10 | 29,5 | 59,3% | –   | 76,2% | 8,0 | 0,9 | 0,5 | 0,8 | 10,7 |
| 2015  | Portland      | 3  | 0  | 12,3 | 50,0% | –   | 100%  | 4,7 | 1,0 | 0,0 | 0,0 | 3,0  |
| 2016  | Portland      | 4  | 0  | 8,0  | 38,9% | –   | –     | 2,0 | 0,3 | 0,5 | 0,0 | 3,5  |
| Razem |               | 18 | 10 | 21,8 | 55,4% | –   | 77,3% | 6,1 | 0,8 | 0,4 | 0,5 | 7,8  |